# 5387 Casleo
5387 Casleo (1980 NB) là một tiểu hành tinh vành đai chính.